# 和合
和合或和合性，佛教術語，義為諸緣聚集。瑜伽行唯識學派的心不相應行法之一。因緣和合已經成為人們的日常用語。

## 經文
- 無著《大乘阿毘達磨集論》：

|  | 何等和合。謂於因果眾緣集會假立和合。 |

- 安慧《大乘阿毘達磨雜集論》：

|  | 因果眾緣集會者。且如識法因果相續。必假眾緣和會。謂根不壞。境界現前。能生此識。作意正起。如是於餘一切如理應知。 |

- 《勝論》也有和合的概念。玄奘譯《勝宗十句義論》：

|  | 和合句義云何。謂令實等不離相屬。此詮智因。又性是一。名和合句義。 |